# Дињак
Дињак (фр. Dignac) насеље је и општина у западној Француској у региону Поату-Шарант, у департману Шарант која припада префектури Ангулем.
По подацима из 2011. године у општини је живело 1298 становника, а густина насељености је износила 46,93 становника/km². Општина се простире на површини од 27,66 km². Налази се на средњој надморској висини од 150 метара (максималној 224 m, а минималној 105 m).

## Демографија
| 1962. | 1968. | 1975. | 1982. | 1990. | 1999. | 2011. |
| ----- | ----- | ----- | ----- | ----- | ----- | ----- |
| 793   | 843   | 896   | 1.147 | 1.230 | 1.280 | 1.298 |

График промене броја становника у току последњих година